# غريزغورز كناب
غريزغورز كناب (بالبولندية: Grzegorz Knapp)‏ هو متسابق دراجات نارية بولندي، ولد في 18 مارس 1979 في Wąbrzeźno ‏ في بولندا، وتوفي في 22 يونيو 2014 في اوسدان-زولده في بلجيكا.